# Otto-Ernst Remer
 (juillet 2019).
Le contenu est difficilement compréhensible vu les erreurs de traduction, qui sont peut-être dues à l'utilisation d'un logiciel de traduction automatique.
Pour les articles homonymes, voir Remer.
Otto-Ernst Remer, né le 18 août 1912 à Neubrandenbourg et mort le 4 octobre 1997 à Marbella, est un officier allemand de la Wehrmacht. Il est impliqué dans la répression du complot du 20 juillet 1944 contre Adolf Hitler. Après la Seconde Guerre mondiale, il devient activiste et homme politique d'extrême droite ; il cofonde le Sozialistische Reichspartei (SRP) et adopte des positions négationnistes.  Condamné à plusieurs reprises pour des délits d'expression à motivation politique, y compris la négation de l'Holocauste, il s'exile.

## Carrière militaire
Otto-Ernest Remer prend part à l'invasion de la Pologne, en 1939, à la campagne des Balkans, ainsi qu'à l'opération Barbarossa en 1941. En avril 1942, il est affecté au régiment d'infanterie Großdeutschland.
En février 1943, il commanda un bataillon de la division Großdeutschland, après que le régiment d'infanterie eut été transformé en une division. Ses troupes ont couvert le retrait d'un corps de chars Waffen-SS lors de la troisième bataille de Kharkov. Il a reçu la croix de chevalier pour son service en tant que commandant de bataillon et, en novembre 1943, les feuilles de chêne de la croix de chevalier lui ont été remises personnellement par Adolf Hitler.

### Complot de juillet 1944
En 1944, Remer est le commandant du « bataillon de la Garde » à Berlin.
Dans la soirée du 20 juillet 1944, Claus von Stauffenberg, l'officier qui avait mené l'attaque contre Hitler, revient à Berlin en croyant qu'il avait réussi à tuer sa cible. Remer reçoit le 20 juillet 1944 l'ordre du général Paul von Hase d'arrêter Joseph Goebbels. Devenu suspicieux, Remer contacte Goebbels qui lui permet ensuite de parler par téléphone avec Adolf Hitler, lequel était annoncé mort. Hitler donne ensuite des ordres à Remer pour écraser le coup d'État avec ses troupes et le promeut colonel.
Le général Friedrich Fromm fait immédiatement exécuter les principaux comploteurs (Ludwig Beck, Claus von Stauffenberg, Friedrich Olbricht, Werner von Haeften, et Albrecht Mertz von Quirnheim) malgré les protestations de Remer, à qui on a dit de garder les comploteurs en vie si possible en attendant de nouveaux ordres de Hitler, qui est sur le chemin de Berlin. Le général Fromm est ensuite exécuté lui-même par un peloton d'exécution sur ordre d'Hitler quelques mois plus tard.
Remer prend ensuite part en décembre 1944 à la contre-offensive de la bataille des Ardennes. Il est promu Generalmajor le 30 janvier 1945. Dans les dernières semaines de la guerre, il commande une division blindée en Poméranie, la Führer-Begleit-Division.

## Après-guerre

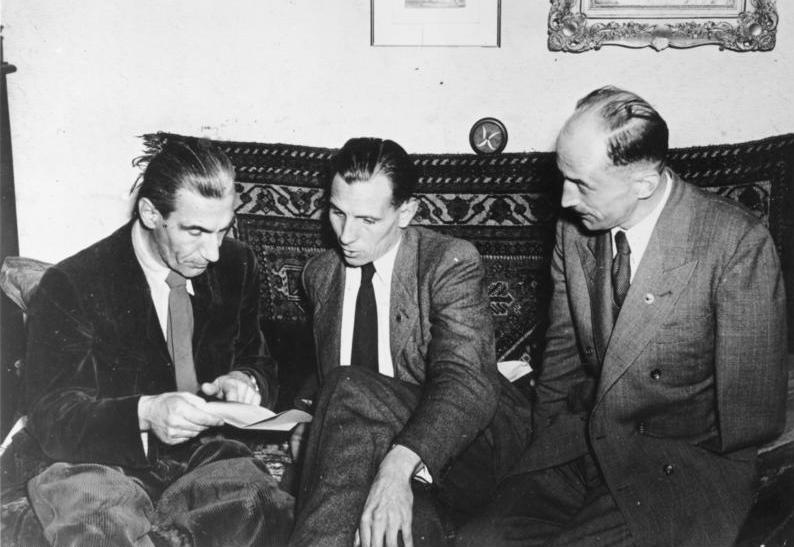
Direction du Sozialistische Reichspartei en 1952 : Dr Dorls (à gauche), ancien directeur de formation d'une NS-Ordensburg, Otto Ernst Remer (au centre), ancien général de division, Graf von Westarp (à droite) ancien chef de la SS et des jeunesses hitleriennes.

Après sa libération de la captivité des alliés, Remer, qui ne s’était jamais associé politiquement au national-socialisme pendant la guerre, s’intéresse à la politique d’après-guerre en Allemagne de l'Ouest. Il a créé un parti  politique appelé le Parti socialiste du Reich en 1950, qui a rapidement été interdit en 1952 pour ses déclarations politiques, mais il avait réuni 360 000 partisans en Basse-Saxe et dans le Schleswig-Holstein et avait remporté 16 sièges au Parlement régional de Basse-Saxe. Le Parti socialiste du Reich a également remporté huit sièges au Parlement de la ville hanséatique libre de Brême. Le parti avait reçu un financement de l'Union soviétique bien qu'il fût un parti d'extrême droite. Il a travaillé avec le Parti communiste allemand dont le but était la déstabilisation de l’Etat de l’Allemagne de l'Ouest. Parmi les thèmes de campagne du Parti socialiste du Reich, il y avait le fait que l'Holocauste était une invention de propagande alliée, et il accusait les États-Unis de construire de fausses chambres à gaz et de produire de faux films d'actualités sur les camps de concentration, que la politique des puissances alliées créées par l'État ouest-allemand n'était qu'un front pour la domination américaine et qu'il fallait s'opposer à l'État de Allemagne de l'Ouest qui n'était, selon Remer, qu'un État fantoche des États-Unis.
Avec l'interdiction du parti en 1952, Remer fait face à des accusations pénales du gouvernement ouest-allemand pour avoir tenté de rétablir un mouvement politique néonazi.
En 1952, Remer est accusé judiciairement par Fritz Bauer, procureur général de Brunswick, pour les propos diffamatoires portés contre les militaires ayant participé au complot du 20 juillet 1944. Annedore Leber, résistante et veuve de Julius Leber figure parmi les plaignants de ce procès
Remer se cache alors dans un chalet de la comtesse Faber-Castell, l'une des premiers partisans du Parti socialiste du Reich, avant de fuir par la suite en Égypte nassériste.
Là-bas, il a servi de conseiller auprès de Gamal Abdel Nasser et a travaillé avec d’autres Allemands expatriés qui assistaient les États arabes dans le développement de leurs forces armées. Il fréquentait Johann von Leers.
En 1956, Remer était à Damas et se livrait au trafic d'armes. Le Front de libération nationale algérien[réf. nécessaire] et le régime de Fidel Castro étaient parmi ses clients.
De retour en Allemagne de l'Ouest dans les années 1980, il s'est impliqué une nouvelle fois dans la vie politique avec la création de l'organisation intitulée Mouvement pour la liberté allemande (MLA), qui prônait la réunification de l'Allemagne de l'Est et de l'Ouest et le retrait des forces militaires de l'Otan. du sol ouest-allemand. La MLA était une organisation faîtière regroupant plusieurs groupes dissidents souterrains néonazis aux descriptions variées que Remer utilisait pour influencer une jeune génération d'Allemands nés après la guerre.

## Procès
De 1991 à 1994, Remer a publié un bulletin d'information politique intitulé Remer-Depesche, contenant sa philosophie politique. Son contenu conduisit à une affaire judiciaire où il fut condamné à 22 mois de prison en octobre 1992 pour incitation à la haine raciale en écrivant et en publiant une série d'articles affirmant que l'Holocauste était un mythe. (L'impact politique de l'affaire sur le gouvernement est discuté dans les généraux de la Wehrmacht à Searle). Remer a interjeté de nombreux recours contre sa condamnation, mais sa plainte contre de prétendues violations de l'équité du procès et de la liberté d'expression a été rejetée à l'unanimité, en dernier ressort par la Commission européenne des droits de l'homme, devant laquelle il avait plaidé l'affaire.
En février 1994, il s’enfuit en Espagne pour éviter que la peine d’emprisonnement n’ait épuisé tous les moyens de recours existant dans la nouvelle République fédérale allemande. À partir de là, il a soutenu les activités internationales de personnes contestant publiquement la véracité historique de l’Holocauste, telles que Fred Leuchter et Germar Rudolf. La Haute Cour d'Espagne s'est prononcée contre les demandes d'extradition faites par le gouvernement allemand, affirmant qu'il n'avait commis aucun crime au regard de la loi espagnole[réf. nécessaire].
Un ancien combattant de la division Grossdeutschland a déclaré ce qui suit à propos de son ancien commandant: « Aucun jugement ne sera rendu sur le point de savoir si sa décision du 20 juillet était juste ou injuste. Mais les conséquences de sa décision étaient terribles, (...) nos vieux soldats s’étaient attendus à ce qu’un homme à qui le destin avait confié un tel fardeau jusqu’à la fin de sa vie le reconnaisse et vienne ensuite tranquillement et dans la solitude. Nous, ses anciens camarades, n’éprouvons aucune sympathie pour le fait que M. Remer ne parvient pas à invoquer cette attitude d'effacement de soi ».

## Décès
Otto Ernst Remer est décédé 4 octobre 1997 à Marbella en Espagne, à l'âge de 85 ans. Remer est enterré dans le cimetière local de Marbella. 

## Au cinéma
- C'est arrivé le 20 juillet (1955), de Georg Wilhelm Pabst, où Remer est interprété par Albert Hehn.
- Walkyrie (2008), de Bryan Singer, où Remer est interprété par Thomas Kretschmann.

### Documentaire
- Fritz Bauer, un procureur contre le nazisme de Catherine Bernstein, Arte, 2018, documentaire, 57 min [voir en ligne].